# Компанцева Наталя Володимирівна
Ната́ля Володи́мирівна Компа́нцева (рос. Компанцева, Наталья Владимировна; 23 лютого 1940, Дзауджикау, РРФСР, СРСР — 16 березня 2023) — радянський і український кінооператор, фотохудожник.

## Життєпис
Народилася 23 лютого 1940 у Дзауджикау. Закінчила Медичний інститут (1965, працювала лікарем) і Київський державний інститут театрального мистецтва ім. І. Карпенка-Карого (1979).
У 1979–1993 — кінооператор кіностудії «Київнаукфільм». Близько 12 років співпрацювала із режисером Володимиром Хмельницьким.
Певний час працювала на телебаченні (ICTV, «ТЕТ», «1+1»).
Член Національної спілки кінематографістів України.
Померла 16 березня 2023 року.

## Фільми
- «Український степний заповідник» (1978, науково-популярний)
- «Діти та ліки» (1981, науково-популярний)
- «Від новачка до майстра» (1987, документальний)
- «На прив'язі біля злітної смуги» (1988),
- «Зелене золото Якутії» (1990),
- «Вірний Руслан (Історія вартового собаки)» (1991),
- «Академік Лебедєв», «Золоті ворота» (1992),
- «Академік Глушков — погляд з майбутнього»,
- «Південний фронтир. Фільм 63» в документальному циклі «Невідома Україна. Нариси нашої історії» (1993),
- «Хто гоїв рани козакам» в документальному циклі «Невідома Україна. Лікарська справа в Україні» (1993) та ін.